# پاده (آرادان)
پاده، روستایی از توابع بخش کهن‌آباد شهرستان آرادان در استان سمنان ایران است.
روستای پاده در ۲ کیلومتری شرق روستای اسلام‌آباد (قلعه خرابه) و ۴ کیلومتری شمال شرقی شهر آرادان در طول ۵۲ درجه و ۳۰ دقیقه شرقی و عرض ۳۵ درجه و ۱۱ دقیقه شمالی واقع شده‌است و ارتفاع آن از سطح دریا ۸۴۰ متر است.

## جغرافیا
تا قبل از سال ۱۳۱۶ و تصویب قانون تقسیمات کشوری، روستای پاده تابع بلوک آرادان محسوب می‌شد. پس از تشکیل بخش قشلاق[۱] (گرمسار) در سال ۱۳۱۶روستای پاده تابع بخش مذکور گردید. این روستا طی سال‌های۱۳۶۱ تا ۱۳۸۵ تابع دهستان آرادان (بخش مرکزی شهرستان گرمسار) بود و از سال ۱۳۸۵ و تشکیل بخش آرادان، این روستا تابع دهستان کهن آباد از بخش یادشده گردید. پس از ارتقاء بخش آرادان به شهرستان آرادان، این روستا در تابعیت دهستان فروان بخش کهن آباد قرار گرفت.

## جمعیت
این روستا در دهستان فروان قرار دارد و براساس سرشماری مرکز آمار ایران در سال ۱۳۸۵، جمعیت آن ۱۷۲ نفر (۴۸خانوار) بوده‌است. مردم روستای پاده الیکایی هستند و به گویش الیکایی گویش می‌کنند.

## نام
دربارهٔ نام روستای پاده نقل قول‌های مختلفی بیان شده‌است. صنیع -الدوله در خصوص وجه تسمیه این روستا می‌نویسد: «اصل اسم این ده، پایین ده‌ است چون از سمت مغرب از این ده که می‌گذرد، خاک خوار است. ولی آبادی نیست، جز ده نمک، آن هم جمع دیوانی ندارد. بعلاوه جدید است از این جهت اینجا را پائین ده نامیده‌اند».
برخی نیز نقل می‌کنند چون زمین‌های این روستا بسیار حاصلخیز بوده و بهره فراوانی می‌داده‌است به «بهره ده» موسوم شده که به تدریج به پاده تغییر نام یافته‌است.
نظریه دیگری نیز در خصوص وجه تسمیه روستای پاده وجود دارد به این مضمون که در گذشته پاده شامل دو قسمت بوده یکی حصار بالا و دیگری حصار پائین که مرکز روستا بود و حمام، آسیاب، مسجد و … در این قسمت قرار داشت.
با توجه به اینکه مرکز اصلی جمعیت و سکونت، «حصار پائین» بوده، نام آن کم‌کم به «پایین ده» و سپس به «پاده» تغییر یافته‌است.

### آثار تاریخی
مهمترین آثار تاریخی این روستا عبارت است از:
امامزاده سلطان ابو سعید؛ حسینیه؛ مسجد؛ قلعه؛ حمام؛ آب انبار؛ حوض اب؛ ساختمان‌های مسکونی قدیمی و…
1. بخش قشلاق در سال ۱۳۱۹ به گرمسار تغییر نام یافت و در سال ۱۳۳۷ شهرستان گرمسار به مرکزیت شهر گرمسار و شامل بخش‌های مرکزی و ایوانکی تأسیس گردید.